# Hermine Schröder
Hermine Schröder   (Ludwigshafen, 12 de febrer de 1911 - Ludwigshafen, 9 d'agost de 1978) va ser una atleta alemanya, especialista en el llançament de pes, que va competir durant les dècades de 1930 i 1940.
En el seu palmarès destaca la medalla d'or en la prova del llançament de pes al Campionat d'Europa d'atletisme de 1938 i els títols nacionals de pes de 1932 i 1933.

## Millors marques
- Llançament de pes. 14,09 metres (1938)
- Llançament de disc. 40,53 metres (1935)[3]